# Muncimir
Muncimir również Mutimir – książę serbski panujący od około 855 do około 891/892 roku. Syn Włastimira.

## Chrzest Serbii
Muncimir urodził się jako najstarszy syn Włastimira z serbskiej dynastii Wyszesławiców. Około 855 roku po śmierci ojca Muncimir przejął władzę w państwie wspólnie z braćmi Strojimirem i Gojnikiem.
Wkrótce potem przyjął chrzest (trzeciemu synowi urodzonemu już po przyjęciu chrztu nadał imię Stefan). Chrześcijaństwo dotarło do Serbii prawdopodobnie za pośrednictwem Chorwatów. W Serbii powstał bowiem kościół łaciński, a nie grecki czy słowiański. Duchowni serbscy byli początkowo podporządkowani biskupowi w Ninie, a pośrednio w Akwilei. W 873 roku papież Jan VIII wysłał do Muncimira list zachęcający do podporządkowania Kościoła serbskiego świeżo odbudowanej diecezji panońskiej ze stolicą w Sirmium, na czele której stanął Metody. Dokumenty serbskie były w tym czasie redagowane po łacinie.

## Wojna z Bułgarią
Około 870 roku Muncimir stoczył zwycięską walkę z władcą bułgarskim Borysem Michałem, który najechał jego państwo. Serbowie rozbili armię bułgarską i wzięli do niewoli syna Borysa – Włodzimierza wraz z 12 wielkimi bojarami. Borys został zmuszony do zawarcia korzystnego dla Serbów układu pokojowego. Synowie Muncimira: Bran i Stefan zwrócili Borysowi jeńców bułgarskich wraz z symboliczną daniną.
Do czasu wojny bułgarskiej Muncimir sprawował rządy wspólnie z braćmi Strojimirem i Gojnikiem. Po jej zakończeniu uwięził braci i wydał ich Bułgarom jako zakładników. Uzależniło to w następnych latach Muncimira od Borysa, przynosząc wzrost wpływów bułgarskich i załamanie się współpracy serbsko-chorwackiej, której rzecznikami byli młodsi bracia.